# Something to Talk About (Bonnie Raitt)
Something to Talk About è una canzone scritta dalla cantautrice canadese Shirley Eikhard e registrata da Bonnie Raitt, per l'album del 1991 Luck of the Draw.

## Il brano
La canzone ebbe un buon successo, riuscendo ad ottenere la quinta posizione della classifica statunitense Billboard Adult Contemporary, la ventesima della Billboard Mainstream Rock chart e la quinta della Billboard Hot 100. La canzone è sicuramente una fra le più popolari della Raitt, al punto di essere entrata nella classifica Rock and Roll Hall of Fame's 500 Songs that Shaped Rock and Roll

## Il testo
La canzone parla di pettegolezzi di provincia e dell'effetto che provoca sulla protagonista e sul ragazzo di cui è segretamente innamorata. Si scopre che si dice in giro che abbiano una relazione e, dal momento che i pettegoli pensano già che le due persone siano coinvolte, la protagonista della canzone si domanda: perché non vivono anche loro una relazione, offrendo così qualcosa di cui parlare (Something to talk about). 

## Riconoscimenti
Grazie a questo brano Bonnie Raitt vinse un Grammy Award nel 1992 nella categoria "miglior performance femminile pop", battendo Oleta Adams, Mariah Carey, Amy Grant e Whitney Houston). La canzone ricevette anche una nomination nella categoria "Disco dell'anno", premio poi andato a Unforgettable di Nat King Cole e Natalie Cole.

## Cover
Nel 2006 il brano è comparso nella colonna sonora del film The Guardian - Salvataggio in mare in una cover registrata dal gruppo country SHeDAISY. Il 19 agosto 2017, durante la residency Britney: Piece of Me a Las Vegas, la popstar Britney Spears ha proposto ai suoi fan una cover dal vivo del brano.